# Чукча (озеро)
Чу́кча — озеро на юго-востоке Ольского городского округа Магаданской области. Площадь зеркала — 13,5 км². Высота над уровнем моря — 40 м. Максимальная глубина составляет 3,7 м.

## География
Расположено в депрессии водно-ледникового происхождения с илисто-песчаным дном и глубинами до 3,7 м. Озеро проточное, питание снеговое и дождевое; вода летом в озере нагревается до +20-24°C..
Имеет овальную форму, протяжённость составляет 5,5 километров с севера на юг и 3,5 километра с запада на восток. Береговая черта по большей части ровная или слабо изогнутая. В южном углу озера, близ впадения речки Кременец, расположена небольшая бухта.
На севере вытекает река Чукча, впадающая в Каву (Тауй).
Вокруг находится множество озёр меньшего размера, с которыми озеро Чукча соединено протоками (наиболее крупные — Малая Чукча и Безымянка). На юге озеро отделено от акватории Охотского моря горами Чуткавар — узким кряжем с отметками 900-1000 м.
Код озера в Государственном водном реестре РФ — 19100000211119000001261.

## Флора и фауна
Около 13% площади дна покрыто рдестами и хвостником. По берегу произрастает осока и хвощи. В планктоне преобладают коловратки. Ихтиофауна представлена камчатским хариусом, кунджей, трёхиглой колюшкой и девятииглой колюшкой, немигрирующей формой малоротой корюшки и бычком-подкаменщиком.